# 多胡羊歯
多胡 羊歯（たご ようし、1900年1月25日 –1979年12月23日）は、日本の詩人。富山県氷見市出身。

## 経歴
八代村胡桃（くるみ）生まれ。本名は義喜（よしひさ）。1919年（大正8年）に富山師範学校卒業。19歳で小学校の教員に就き、1923年11月以来、「赤い鳥」に童謡を投稿、45編の作品を発表。1928年「赤い鳥童謡会」メンバーとなり、1930年「チチノキ」同人。童謡集には白秋が序文を書いた「くらら咲く頃」があり、戦後、児童雑誌「タンタリキ」を主宰。童謡誌「ら・て・れ」にも加わった。1947年氷見市八代小学校校長を務めた後、退職し農業に従事。生涯、氷見を離れることなく、亡くなる。享年79。
代表作「くらら咲くころ」（1925年）は『赤い鳥』推奨作に選ばれ、白秋は「時代の代表作」と高く評価した。日中戦争の時代には次第に童謡が減り、戦意高揚の詩が大半を占めている。未発表と考えられるが、「国策同調詩 かなかな」（1944年）は敵が迫り同胞が血を流すのを「これでよいのか」と問いかけている。
これでよいのか、
「よいのか？」「よいのか？」「よいのか？」「よいのか？」と啼（な）いてる

富山のジャーナリスト・向井嘉之が64年に氷見市の山間部の胡桃地区を襲った大地滑りを取材している際に、多胡の存在を知り、氷見市博物館が所蔵する詩や日常を記した「多胡ノート」80冊を読み解き、「多胡の生きざまや詩の素晴らしさを伝えたい」と筆を取り、戦後70年を機に『くらら咲くころに』を出版した。